# Venceslas Henri d'Olomouc
Venceslas Henri d'Olomouc (allemand: Wenzel I. et en tchèque Václav Jindřich Olomoucký )(né vers 1107, † mort le 1er mars 1130 ) duc d'Olomouc en Moravie de 1126 à 1130.

## Biographie
Venceslas Henri appartient à la lignée cadette de la dynastie des Přemyslides qui règne sur une partie de la Moravie, il est le fils de l'éphémère duc de Bohême Svatopluk Ier et de son épouse inconnue. Il s'impose dans son patrimoine d'Olomouc au détriment du duc Sobeslav Ier de Bohême. Les sources qui donnent des informations sur lui sont restreintes. Il aurait soutenu les rois de Hongrie dans leur combat contre l'empire byzantin. Il est inhumé aux côtés de son père dans la cathédrale d'Olomouc.

## Source
- (de) Cet article est partiellement ou en totalité issu de l’article de Wikipédia en allemand intitulé « Wenzel I. (Mähren) » (voir la liste des auteurs).